# Yves Heck
Yves Heck (Namur, 1972) è un attore belga.
Ha iniziato la sua carriera nel 2005 ed è divenuto noto nel 2011 interpretando Cole Porter nel film Midnight in Paris di Woody Allen. Ha preso parte a diversi film francesi oltre che americani.

## Filmografia parziale

### Cinema
- Midnight in Paris, regia di Woody Allen (2011)
- Peur de rien,  regia di Danielle Arbid (2015)
- Le cose che verranno (L'Avenir), regia di Mia Hansen-Løve (2016)
- 120 battiti al minuto (120 battements par minute), regia di Robin Campillo (2017)
- C'est la vie - Prendila come viene (Le sens de la fête), regia di Olivier Nakache (2017)
- Il complicato mondo di Nathalie (Jalouse), regia di David Foenkinos (2017)
- Famiglia allargata (Les Dents, pipi et au lit), regia di Emmanuel Gillibert (2018)
- Nureyev - The White Crow (The White Crow), regia di Ralph Fiennes (2018)
- L'amante russo (Passion simple) (2020),  regia di Danielle Arbid (2015)
- La verità secondo Maureen K. (La Syndicaliste), regia di Jean-Paul Salomé (2022)

### Televisione
- Astrid e Raphaëlle (Astrid et Raphaëlle) – serie TV, 1 episodio (2019)
- Chiami il mio agente! – serie TV, 1 episodio (2020)
- Julia – serie TV (2022)
- Masters of the Air - miniserie TV, (2024) - Apple TV+
- Guarda The New Look - miniserie TV, (2024) - Apple TV+

## Doppiatori italiani
Nelle versioni in italiano delle opere in cui ha recitato, Yves Hack è stato doppiato da:
- Francesco Meoni in 120 battiti al minuto
- Fabrizio Odetto ne Il complicato mondo di Nathalie